# Young Corbett III
Young Corbett III, nacido Raffaele Giordano (Rionero in Vulture, 27 de mayo de 1905 - Auberry, 15 de julio de 1993) fue un boxeador estadounidense de origen italiano. Considerado como uno de los más grandes boxeadores de todos los tiempos fue campeón del mundo de peso wélter en 1933 y campeón de peso medio en 1938. Un zurdo difícil de enfrentar, no poseía un gran poder de nocaut, pero era conocido por su gran velocidad.

## Biografía

### Primeros años
Raffaele nació en Rionero in Vulture, en la región italiana de Basilicata. Hijo de Vito Giordano y Gelsomina Capobianco, se trasladó con su familia a los Estados Unidos cuando todavía era un niño y fue erróneamente registrado como Raffaele Capabianca Giordano. 
Después de cuatro años de vivir en Pittsburgh, se trasladó a Fresno, California, y comenzó a boxear en 1919 a la edad de 14 años. En un principio era conocido como Ralph Giordano, pero a un presentador no le agradó como sonaba y lo apodó "Young Corbett III".

### Carrera Boxística
Corbett luchó contra grandes boxeadores de su época. Por ejemplo, se involucró en una serie de cuatro peleas con el futuro campeón de peso wélter, Jack Thompson, ganando tres y empatando una. También registró victorias sobre Jack Zivic, Sgt. Sammy Baker,  el campeón de peso wélter Jackie Fields y futuro rey de peso mediano Ceferino García.

El 22 de febrero de 1933, Corbett ganó el campeonato de peso wélter del mundo por decisión a Jackie Fields en 10 asaltos. Se lastimó el pulgar izquierdo en el quinto asalto, pero continuó luchando impertérrito. Tres meses más tarde, fue destronado por famoso Jimmy McLarnin por nocaut técnico en el primer round.
Corbett luego se trasladó a la división de peso medio ganándole al futuro campeón de peso pesado Gus Lesnevich por nocaut técnico en el quinto round, así como a los integrantes del Salón de la Fama, Mickey Walker y Billy Conn. El 22 de febrero de 1938 venció a Fred Apostoli y se coronó campeón de peso medio. El 18 de noviembre de ese año, desafió nuevamente a Apostoli, pero perdió por nocaut en el octavo round.

### Retiro y muerte
Corbett peleó por última vez el 20 de agosto de 1940 ganándole a Richard "Sheik" Rangel por puntos. Se retiró con un récord de 121-12-22(32 KOs). El 2 de octubre de 1945 Corbett sobrevivió a un grave accidente de coche, en el cual sufrió una fractura de cráneo y otras lesiones. Murió después de una larga enfermedad en Auberry, California a la edad de 88. Una estatua de él, plantada en posición de combate y con guantes de boxeo, fue erigida en Fresno.

## Vida privada
Además de su carrera en el boxeo, Corbett era un instructor de educación física para la Patrulla de Caminos de California y un productor de cultivos de uva. Su primo Al Manfredo (1912-1990) también fue boxeador y más tarde gerente de boxeo. Corbett es el bisabuelo 
del jugador de fútbol americano Matt Giordano.

## Peleas notables
| 121 Ganadas (32 nocaut), 12 Derrotas , 22 Empates |                  |      |        |                         |                                                 |                                           |
| Resultado                                         | Rival            | Tipo | Round  | Fecha                   | Lugar                                           | Notas                                     |
| Derrota                                           | Fred Apostoli    | TKO  | 8(15)  | 18 de noviembre de 1938 | Madison Square Garden, New York                 | Por el Título Mundial de peso medio NYSAC |
| Victoria                                          | Fred Apostoli    | PTS  | 10     | 22 de febrero de 1938   | Seals Stadium, San Francisco, California        | Por el Título Mundial de peso medio NYSAC |
| Derrota                                           | Billy Conn       | DU   | 10     | 8 de noviembre de 1937  | Duquesne Gardens, Pittsburgh, Pennsylvania      |                                           |
| Victoria                                          | Billy Conn       | PTS  | 10     | 8 de noviembre de 1937  | Dreamland Auditorium, San Francisco, California |                                           |
| Victoria                                          | Gus Lesnevich    | PTS  | 5 (10) | 12 de marzo de 1937     | Dreamland Auditorium, San Francisco, California |                                           |
| Derrota                                           | Lou Brouillard   | PTS  | 10     | 4 de julio de 1935      | Kezar Stadium, San Francisco, California        |                                           |
| Victoria                                          | Bep van Klaveren | PTS  | 10     | 22 de febrero de 1935   | Kezar Stadium, San Francisco, California        |                                           |
| Victoria                                          | Bep van Klaveren | PTS  | 10     | 28 de enero de 1935     | Civic Auditorium, San Francisco, California     |                                           |
| Victoria                                          | Mickey Walker    | PTS  | 10     | 14 de agosto de 1934    | Seals Stadium, San Francisco, California        |                                           |
| Derrota                                           | Jimmy McLarnin   | TKO  | 1(10)  | 29 de mayo de 1933      | Wrigley Field, Los Ángeles, California          | Por el Título Mundial de peso wélter      |
| Victoria                                          | Jackie Fields    | PTS  | 10     | 29 de febrero de 1933   | Seals Stadium, San Francisco, California        | Por el Título Mundial de peso wélter      |
| Victoria                                          | Ceferino Garcia  | PTS  | 10     | 25 de octubre de 1932   | Civic Auditorium, Fresno, California            |                                           |
| Victoria                                          | Ceferino Garcia  | PTS  | 10     | 12 de abril de 1932     | Olympic Auditorium, Los Ángeles, California     |                                           |
| Victoria                                          | Jack Thompson    | PTS  | 10     | 4 de julio de 1930      | Ewing Field, San Francisco, California          |                                           |
| Victoria                                          | Jackie Fields    | PTS  | 10     | 22 de febrero de 1930   | Recreation Park, San Francisco, California      |                                           |
| Victoria                                          | Jack Thompson    | PTS  | 10     | 13 de febrero de 1928   | State Armony, San Francisco, California         |                                           |
| Empate                                            | Jack Thompson    | PTS  | 10     | 24 de junio de 1927     | Dreamland Rink, San Francisco, California       |                                           |
| Victoria                                          | Jack Thompson    | PTS  | 10     | 24 de junio de 1927     | Civic Auditorium, Fresno, California            |                                           |